# Ceropegia damannii
Ceropegia damannii là một loài thực vật có hoa trong họ La bố ma. Loài này được Stopp mô tả khoa học đầu tiên năm 1964.